# Султан Мурат (квартал в Кючюкчекмедже)
„Султан Мурат“ (на турски: Sultanmurat) е квартал на Истанбул, разположен в градска околия Кючюкчекмедже. Общата му площ е 0,26 км2. Според данни на Адресната система за регистриране на населението (ABPRS) към 2023 г. населението на „Султан Мурат“ е 15 608 жители.